# Friedrich Möhring
Friedrich Wilhelm Möhring (* 28. September 1888 in Rädersdorf, Kreis Altkirch; † 8. Juni 1959 in Hamburg-Wandsbek) war ein deutscher SA-Führer.

## Leben und Wirken
Möhring war der Sohn eines Steuerbeamten aus Elsass-Lothringen. Nach dem Schulbesuch trat er 1905 in den Heeresdienst ein und gehörte ab Juli 1907 der Kaiserlichen Schutztruppe in Deutsch-Südwestafrika an. Als Sergeant wurde er zum Kommando der Schutztruppe nach Berlin abkommandiert, wo er 1912 Berta Heiter heiratete. Nach seiner Entlassung aus dem Militärdienst wurde er 1930 in den Polizeidienst in Hamburg übernommen. Zum 1. Februar 1931 trat er der NSDAP bei (Mitgliedsnummer 432.943) und gehörte fortan der Ortsgruppe Wandsbek an. Gleichzeitig wurde er SA-Mitglied. Am 1. September 1933 wurde er zum SA-Brigadeführer der SA-Brigade 13 „Südholstein“ mit Sitz in Altona ernannt. Als solcher war er im November 1933 an der Einweihung des Ehrenmals auf dem Hauptfriedhof Altona beteiligt.

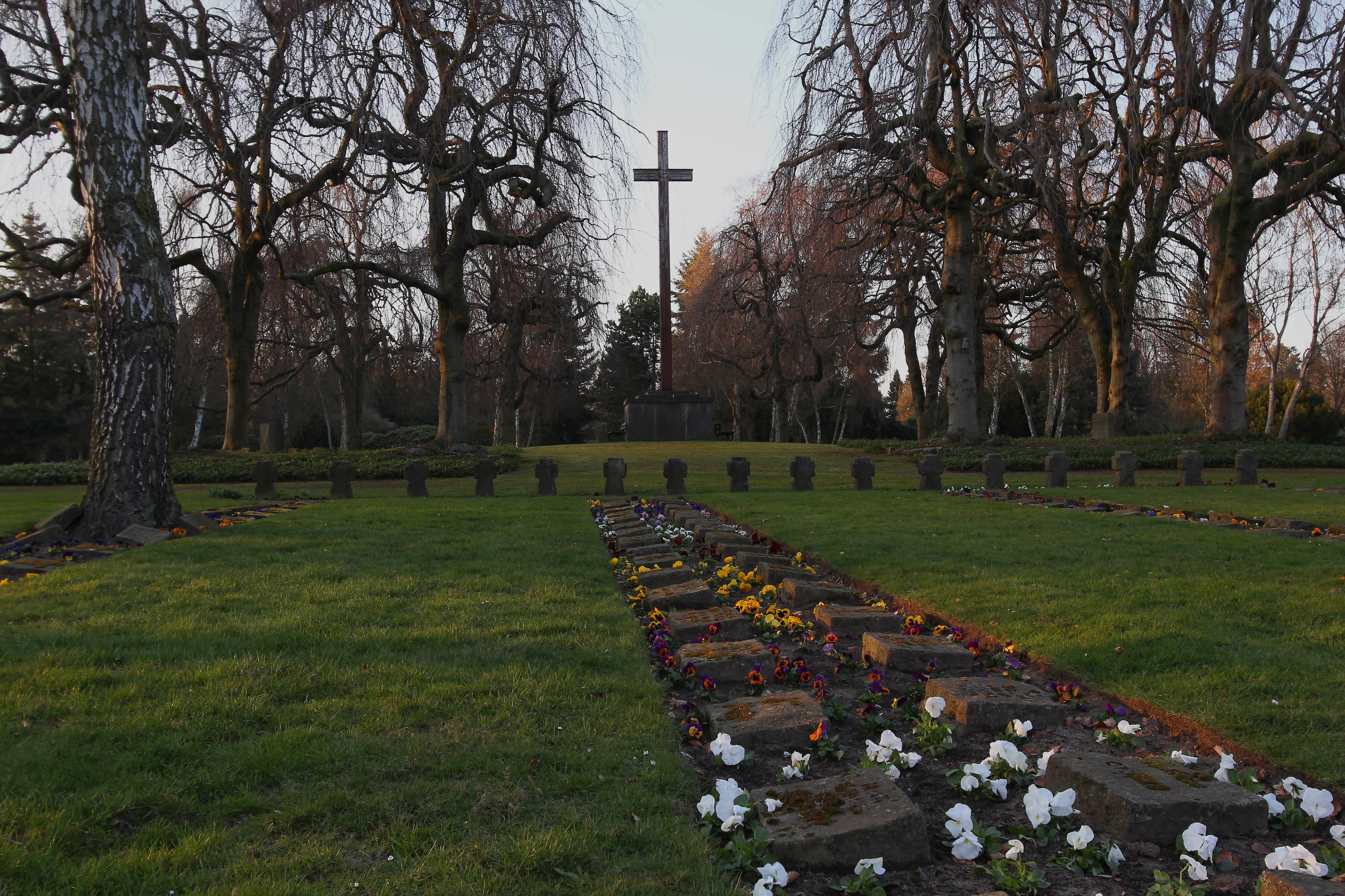
Ehrenmal auf dem Hauptfriedhof Hamburg-Altona (heutiger Zustand)

Nach der im Mai 1935 erfolgten Auflösung dieser Brigade 13 wurde Möhring kurzzeitig der SA-Brigade 15 in Itzehoe zugeteilt. Ab 1. Juni 1935 übernahm er die Führung der SA-Brigade 14 „Ostholstein“ mit dem Standort Eutin, die er bis zum Ende des Zweiten Weltkrieges im Mai 1945 innehatte.
Im Januar 1940 wurde Möhring zur Wehrmacht einberufen. Nach einer Verwundung an der Front im September 1940 lag er im Lazarett und war dann bis zu seiner Entlassung aus dem aktiven Wehrdienst im November 1944 an der Heimatfront eingesetzt.